# Uwe Mackensen
Uwe Mackensen (* 12. August 1955 in Osterode am Harz; † 23. August 2019) war ein deutscher Fußballspieler und Sportjournalist.

## Karriere
Mackensen spielte zunächst Fußball bei TuSpo Petershütte in seiner Heimatstadt Osterode am Harz und betrieb auch Leichtathletik. Klaus Ochs, Trainer des Hamburger SV, entdeckte ihn im Alter von 16 Jahren und holte ihn in die HSV-Jugend. Macksensen wurde später als Fußballer in die Bundeswehr-Auswahl berufen und nahm an der Militärweltmeisterschaft teil.
Er begann seine Profikarriere beim Hamburger SV. Von 1974 bis 1977 kam er hierbei in allen drei Saisons jeweils auf einen Bundesligaeinsatz. Zudem absolvierte er ein DFB-Pokalspiel für den HSV. Zur Saison 1977/78 wechselte er dann in die Pfalz zum 1. FC Kaiserslautern. Auch hier konnte er sich nicht durchsetzen und kam in der Bundesliga auf drei Einsätze in zwei Jahren. Hingegen gewann Mackensen mit dem FCK den Meistertitel in der Bundesliga-Nachwuchsrunde. Er lehnte 1979 Angebote von Darmstadt 98 und vom Wuppertaler SV ab, kehrte nach Hamburg zurück und schloss sich dem FC St. Pauli an. Er begann in Hamburg ein Germanistikstudium. Beim damaligen Oberligisten St. Pauli wurde er Stammspieler. In der Saison 1980/81 wurde er mit der Mannschaft Oberliga-Meister und deutscher Amateur-Vizemeister. Er stieg mit dem Kiezclub 1984 in die 2. Bundesliga auf. Er war Kapitän der Aufstiegsmannschaft. Nach dem direkten Wiederabstieg verließ er den Verein. Später spielte er beim VfL Pinneberg in der Verbandsliga (ab 1989) und bei der TuRa Harksheide.

## Nach dem Fußball
Mackensen war bis 2015 Sportredakteur bei der Bild-Zeitung, danach war er Golf-Marshall auf der Anlage Gut Wulfsmühle in Schleswig-Holstein.

## Statistik
| Liga          | Spiele (Tore) |
| ------------- | ------------- |
| Bundesliga    | 05 (0)        |
| 2. Bundesliga | 35 (2)        |
| Wettbewerb    |               |
| DFB-Pokal     | 01 (0)        |

## Weblink
- Uwe Mackensen in der Datenbank von transfermarkt.de